# Michaela Geierhos
Michaela Geierhos (* 1983 in Schwabmünchen) ist eine deutsche Computerlinguistin. Sie leitet seit 1. April 2020 den Lehrstuhl für Data Science am Forschungsinstitut Cyber Defence (CODE) der Universität der Bundeswehr München.

## Leben
2006 erwarb sie den Magister Artium (M.A.) in Computerlinguistik, Informatik sowie Phonetik und Sprachliche Kommunikation (sehr gut) an der Ludwig-Maximilians-Universität München. Von 2006 bis 2012 war sie wissenschaftliche Mitarbeiterin mit Lehrverpflichtung Centrum für Informations- und Sprachverarbeitung der Universität München.
Nach der Promotion 2010 zum Dr. phil. in Computerlinguistik (summa cum laude) in München war sie 2012 Junior Researcher in Residence am Center for Advanced Studies der Universität München. 2012 hatts sie ein BGF Habilitationsstipendium der Universität München. Von 2013 bis 2017 war sie Juniorprofessorin für Wirtschaftsinformatik, insb. Semantische Informationsverarbeitung in Paderborn. Nach der Habilitation (2011–2016) (Venia Legendi für Computerlinguistik an der Universität München) lehrte sie 2017 als Vertretungsprofessorin für Digitale Kulturwissenschaften an der Universität Paderborn, wo sie von 2017 bis März 2020 Universitätsprofessorin für Digitale Kulturwissenschaften war. 2020 kehrte sie als Universitätsprofessorin für Data Science nach München zurück. An der Universität der Bundeswehr München ist ihre Professur sowohl am Forschungsinstitut CODE als auch am Institut für Datensicherheit der Fakultät für Informatik angesiedelt.
Geierhos war Siegerin in der Kategorie „Ingenieurwissenschaften/Informatik“ bei dem von der Zeitschrift Unicum ausgerichteten Wettbewerb „Professoren des Jahres 2013“.

## Veröffentlichungen (Auswahl)
- M. Geierhos: Customer Interaction 2.0: Adopting Social Media as Customer Service Channel. In: Journal of Advances in Information Technology. Band 2, Nr. 4, 2011, S. 222–233. doi:10.4304/jait.2.4.222-233
- M. Geierhos: Sentimentanalyse. In: N. Gronau, J. Becker, E. Sinz, L. Suhl, J. M. Leimeister (Hrsg.): Enzyklopädie der Wirtschaftsinformatik. 9. Auflage. GITO-Verlag, Berlin 2016.
- Y. Kim, S. Lee, M. Dollmann, M. Geierhos: Improving Classifiers for Semantic Annotation of Software Requirements with Elaborate Syntactic Structure. In: International Journal of Advanced Science and Technology. Band 112, 2018, S. 123–136. doi:10.14257/ijast.2018.112.12